# Palazuelos de Muñó
Palazuelos de Muñó es una localidad y un municipio situados en la provincia de Burgos, en la comunidad autónoma de Castilla y León (España), comarca de Arlanza, partido judicial de Burgos, cabecera del ayuntamiento de su nombre.

## Geografía
Tiene un área de 8,69 km² con una población de 65 habitantes (INE 2007) y una densidad de 7,48 hab/km².

## Demografía
Palazuelos de Muñó cuenta con una población de 54 habitantes (INE 2024).
| Gráfica de evolución demográfica de Palazuelos de Muñó entre 1842 y 2021 |
| |
| Población de derecho según los censos de población del INE. Población de hecho según los censos de población del INE.En este censo se denominaba Palazuelos junto a Pampliega: 1842. En estos censos se denominaba Palazuelos: 1857 y 1860. |

| 1991 |  | 1996 |  | 2001 |  | 2004 |
| ---- |  | ---- |  | ---- |  | ---- |
| 67   |  | 75   |  | 66   |  | 65   |